# دوري شباب أوروبا 2016–17
دوري شباب أوروبا 2016–17 هي النسخة الثالثة من بطولة دوري شباب أوروبا والتي أشرف عليها الاتحاد الأوروبي لكرة القدم. كانت البطولة متاحة للاعبين الذين تتراوح أعمارهم من 19 عام أو أقل. فاز ريد ريد بل سالزبورغ بأول لقب له بعد فوزه على بنفيكا 2–1 في المباراة النهائية.

## وصلات خارجية
- دوري شباب أوروبا (الموقع الرسمي)